# Malo mi za sriću triba
Malo mi za sriću triba je album hrvatske pjevačice Doris Dragović. Izašao je 2002. godine u izdanju Croatia Recordsa.

## O albumu
Snimljen je tijekom proljeća i ljeta 2002. godine. U snimanju su sudjelovali Vjekoslava i Tonči Huljić, Nikša Bratoš i drugi. Album je nagrađen srebrnom pločom.

## Vanjske poveznice
- Malo mi za sriću triba na Discogsu